# Barry (Vorname)
Barry ist ein männlicher Vorname.

## Herkunft und Bedeutung
Der Name ist ein französisch-keltisch-walisischer Vorname. Es gibt verschiedene Etymologien des Namens; so kann er einerseits „Sohn des Harrys“ bedeuten oder andererseits „Speerwerfer“ oder „Schütze“.

## Bekannte Namensträger

### A
- Barry Ackroyd (* 1954), britischer Kameramann
- Barry Adamson (* 1958), englischer Gitarrist
- Barry Altschul (* 1943), US-amerikanischer Jazz-Schlagzeuger
- Barry Ashbee (1939–1977), kanadischer Eishockeyspieler und -trainer

### B
- Barry Baltus (* 2004), belgischer Motorradrennfahrer
- Barry Bannan (* 1989), schottischer Fußballspieler
- Barry Barish (* 1936), US-amerikanischer Physiker
- Barry Beck (* 1957), kanadischer Eishockeyspieler
- Barry Blue (* 1950), britischer Sänger, Songschreiber und Produzent
- Barry Bostwick (* 1946), US-amerikanischer Schauspieler

### C
- Barry E. Carter (1942–2014), US-amerikanischer Jurist und Hochschullehrer
- Barry Coates (* 1953), US-amerikanischer Fusion- und Jazzmusiker
- Barry Cooper (* 1949), englischer Musikwissenschaftler
- Barry Crimmins (1953–2018), US-amerikanischer Stand-up-Comedian, politischer Satiriker und Autor
- Barry Crump (1935–1996), neuseeländischer Schriftsteller

### D
- Barry Dagger (* 1937), britischer Sportschütze
- Barry Dancer (* 1952), australischer Hockeyspieler
- Barry Dransfield (* 20. Jahrhundert), britischer Folksänger und -fiedler
- Barry Duxbury (1934–1997), britischer Luftwaffenoffizier

### E
- Barry Eichengreen (* 1952), US-amerikanischer Wirtschaftswissenschaftler
- Barry Eisler (* 1964), US-amerikanischer Schriftsteller
- Barry Everitt, britischer Biopsychologe und Hochschullehrer

### F
- Barry Ferguson (* 1978), schottischer Mittelfeldspieler und Kapitän der Glasgow Rangers
- Barry Flanagan (1941–2009), britischer Bildhauer

### G
- Barry Gibb (* 1946), britisch-australischer Komponist und Musikproduzent, Leadsänger und Gitarrist der Bee Gees
- Barry Goldberg (1942–2025), Keyboard-Spieler der US-amerikanischen Blues-Szene
- Barry Greenstein (* 1954), US-amerikanischer Pokerspieler

### H
- Barry Hancock (1938–2013), englischer Fußballspieler
- Barry Hanner (1936–2025), US-amerikanischer Opernsänger
- Barry Harris (1929–2021), US-amerikanischer Jazzpianist
- Barry Hughart (1934–2019), US-amerikanischer Fantasy-Autor
- Barry Humphries (1934–2023), australischer Komiker
- Barry Hutter (* 1986), US-amerikanischer Pokerspieler

### J
- Barry John (1945–2024), walisischer Rugby-Union-Spieler

### K
- Barry Kiener (≈1956–1986), US-amerikanischer Jazzpianist

### L
- Barry Levinson (* 1942), US-amerikanischer Filmregisseur
- Barry Long (1926–2003), australischer Lehrer und Autor
- Barry Long (* 1949), kanadischer Eishockeyspieler, -trainer und -scout
- Barry B. Longyear (1942–2025), US-amerikanischer Science-Fiction-Autor
- Barry Loudermilk (* 1963), US-amerikanischer Politiker

### M
- Barry Madlener (* 1969), niederländischer Politiker
- Barry Maguire (* 1989), niederländischer Fußballspieler
- Barry Maguire (* 1998), schottischer Fußballspieler
- Barry Manilow (* 1943), US-amerikanischer Sänger
- Barry Marshall (* 1951), australischer Mediziner und Nobelpreisträger für Physiologie und Medizin im Jahr 2005
- Barry McCrea (* 1974), irischer Literaturwissenschaftler und Schriftsteller
- Barry McGuire (* 1935), US-amerikanischer Folkrock-Sänger und -Gitarrist
- Barry McKinnon (1944–2023), kanadischer Dichter
- Barry Melton (* 1947), US-amerikanischer Musiker
- Barry Miles (* 1943), britischer Journalist und Schriftsteller
- Barry Miller (1864–1933), US-amerikanischer Politiker
- Barry Miller (* 1958), US-amerikanischer Schauspieler
- Barry Morse (1918–2008), britischer Schauspieler

### N
- Barry Newman (1930–2023), US-amerikanischer Schauspieler
- Barry Norton (1905–1956), argentinischer Schauspieler

### O
- Barry Opdam (* 1976), niederländischer Fußballspieler
- Barry Opper (* 1941), US-amerikanischer Filmproduzent
- Barry Otto (* 1941), australischer Schauspieler

### P
- Barry Palmer (* 1958), britischer Sänger
- Barry Pederson (* 1961), kanadischer Eishockeyspieler
- Barry Pepper (* 1970), kanadisch-US-amerikanischer Schauspieler
- Barry Pinches (* 1970), englischer Snookerspieler

### R
- Barry Ryan (1948–2021), englischer Musiker

### S
- Barry Sanders (* 1938), US-amerikanischer Soziolinguist
- Barry Sanders (* 1968), US-amerikanischer American-Football-Spieler
- Barry Sharpless (* 1941), US-amerikanischer Chemiker
- Barry Sheene (1950–2003), englischer Motorradrennfahrer
- Barry Shulman (* 1946), US-amerikanischer Pokerspieler
- Barry Sonnenfeld (* 1953), US-amerikanischer Kameramann und Filmregisseur
- Barry Sternlicht (* 1960), US-amerikanischer Unternehmer und Milliardär
- Barry Sullivan (1912–1994), US-amerikanischer Schauspieler

### T
- Barry Tuckwell (1931–2020), australischer Hornist und Dirigent

### W
- Barry Weingast (* 1952), US-amerikanischer Politologe und Ökonom
- Barry West (1958–2022), englischer Snookerspieler
- Barry White (1944–2003), US-amerikanischer Sänger
- Barry Williams (* 1947), britischer Hammerwerfer
- Barry Williams (* 1954), US-amerikanischer Schauspieler
- Barry E. Wilmore (* 1962), US-amerikanischer Astronaut

### Z
- Barry Zito (* 1978), US-amerikanischer Baseballspieler
- Barry Zweig (1942–2020), US-amerikanischer Jazzgitarrist

### Sonstige
- Barry (1800–1814), berühmter Lawinenhund